# بيتر ماينارد
بيتر ماينارد (بالإنجليزية: Peter Maynard)‏ هو لاعب كرة قدم أسترالية أسترالي، ولد في 28 يونيو 1960.

## وصلات خارجية
- بيتر ماينارد على موقع AustralianFootball.com (الإنجليزية)
- بيتر ماينارد على موقع AFLtables.com (الإنجليزية)